# Шипченска битка (септември 1877)
Вижте пояснителната страница за други значения на Шипченска битка.
Шипченска битката на 5/17 септември 1877 г. е последният и неуспешен опит на Централната османска армия да превземе Шипченския проход, отбраняван от силите на Шипченския отряд.

## Шипченска битка (септември − декември 1877)

### Боят на 5/17 септември
Основната цел на Сюлейман паша е да превземе руските позиции на връх Свети Никола. Атаката започва около 3 часа през нощта. На първа линия са разположени три табора доброволци, наречени „табори на обречените“. Най-ожесточен е боят за Орлово гнездо. Тук загиват 75% от защитниците и в около 5 часа е превзет от османските сили. Руските сили отбиват три атаки срещу връх Свети Никола.
От 10 до 12 часа, след контраатака на 56-и Житомирски пехотен полк и ожесточен ръкопашен бой, руският контрол върху Орлово гнездо е възстановен. Едновременно са отбити три турски атаки на връх Кючюк Йешилтепе. Към 14 часа боят затихва. И двете страни преминават към стратегическа отбрана, известна като Стоенето на Шипка.

### Стоенето на Шипка
Етап от отбраната на Шипченския проход от 6/18 септември 1877 г. до 29 декември/9 януари 1878 г. Осъществява се от частите на 24-та пехотна дивизия от 93-ти Иркутски, 94-ти Енисейски и 95-и Красноярски пехотни полк. Характерен е с артилерийски двубои и пушечен обстрел. Поради заетите командни позиции от Централната османска армия, личният състав на Шипченския руски отряд се движи предимно нощем. По-сериозен опит за овладяване от османски части на връх Свети Никола е направен на 30 октомври/11 ноември, но е незабавно отбит.
Руските позиции са разширени и укрепени със землянки, блиндажи и други землени съоръжения. Снабдяването със зимно облекло е силно затруднено. С настъпването на зимата рязко се увеличават загубите от болести и измръзвания – 9500 болни срещу 700 убити и ранени офицери и войници.
Ежедневният доклад на генерал-лейтенант Фьодор Радецки до Главната квартира на Действащата руска армия „На Шипка всичко е спокойно“ става крилата фраза. Изключително трудните зимни условия са пресъздадени от художника Василий Верешчагин в триптиха „В окопите на Шипка“. В началото на януари настъплението на руския Южнен отряд и битката при Шейново водят до разгром и пленяване на Централната османска армия.

### Значение за хода на войната
За значението на отбраната на Шипченския проход по-късно генерал-лейтенант Фьодор Радецки ще напише – „Шипка – това е заключена врата. През месец август тя удържа един тежък удар, с който Сюлейман паша се помъчи да я пробие, за да мине в Северна България, да се съедини там с Мехмед Али паша и с Осман паша, за да разкъса руската армия на две части и да ѝ нанесе решително поражение. Следните 4 месеца Шипка приковаваше 40 000 турска армия, отвлече я от другите пунктове на театъра на военните действия и с това улесни успеха на другите два наши фронта. Накрая същата тази Шипка подготви капитулацията на една втора неприятелска армия, а през януари тя послужи като отворена врата за победоносното шествие на една част от нашата армия към Цариград“.